# Eddy Ryssack
Eddy Ryssack (* 20. März 1928 in Borgerhout, Belgien; † 8. Januar 2004 in Belgien) war ein belgischer Trickfilmregisseur, Comiczeichner und -autor.

## Leben und Werk
Seine ersten Zeichnungen veröffentlichte Ryssack 1953 in der Zeitschrift Humo. Ebenfalls für Humo entstand 1957 der Comic Kapitein Matthias, bevor Ryssack noch im selben Jahr zum Verlag Dupuis wechselte. Dort assistierte er unter anderem Eddy Paape, wurde 1959 Gründer und Leiter des Dupuis-eigenen Trickfilmstudios und arbeitete an mehreren Filmen mit. Parallel dazu zeichnete er ab 1960 für den niederländischen Spirou-Ableger Robbedoes die Serie Petrus Kwispedol. Zusammen mit dem Texter Raoul Cauvin schuf Ryssack 1968 die Serie Arthur en Leopold. Für die Zeitschrift Sjors entstand 1970 in Zusammenarbeit mit dem Texter Frans Buissink die Piraten-Serie Brammetje Bram, die im deutschsprachigen Raum Ende der 1970er Jahre bzw. zu Beginn der 1980er Jahre zunächst vom Koralle-Verlag und seit dem Jahr 2006 vom Epsilon Verlag unter dem Titel Pittje Pit veröffentlicht wurden bzw. werden. Seine in der Zeitschrift Eppo veröffentlichte Serie Opa entstand 1975.
Ryssack war Regisseur der ersten zehn Teile der Fernsehserie Die Schlümpfe und einer der Gründer des Brüsseler Comicmuseums.